# For Your Life
«For Your Life» es una canción de la banda británica Led Zeppelin escrita por Robert Plant y Jimmy Page incluida en su álbum Presence.
Durante la grabación de "For Your Life" en los estudios "Musicland" Robert Plant, el vocalista de la banda se hallaba confinado en una silla de ruedas debido a un accidente automovilístico que había sufrido en Grecia el año anterior, por lo que grabó la parte vocal de los temas desde una silla de ruedas. Las vocales en particular son notables por el resoplido que se puede oír hacia el minuto 5:30 en la canción.
Las letras, escritas por Plant, expresan su descontento con la vida desenfrenada del mundo del rock. Plant también comentó en una ocasión que las letras tenían mucho que ver con un amigo suyo que tuvo un problema con las drogas.
En la grabación de este tema, Jimmy Page, guitarrista de la banda, utilizó por primera vez su guitarra Lake Placid Fender Stratocaster, que le fue regalada por Gene Parsons. En una entrevista sostenida con el periodista Cameron Crowe, Page comentó la espontaneidad con la que fue compuesta la canción ya que "Fue creada en el propio estudio de grabación, y surgió casi instantáneamente" en palabras del guitarrista.
Este tema nunca fue tocado en vivo hasta el concierto de reunión que ofreció la banda en el O2 Arena en Londres el 10 de diciembre del 2007.